# Lista över fornlämningar i Ljungby kommun (Berga)
Lista över fornlämningar i Ljungby kommun (Berga) är en förteckning av ett urval av de fornlämningar som finns i Berga i Ljungby kommun.
| Namn                | Lämningstyp                 | Tillkomsttid | Historisk indelning | Plats | Läge                 | ID-nr          | Bild                                      |
| ------------------- | --------------------------- | ------------ | ------------------- | ----- | -------------------- | -------------- | ----------------------------------------- |
| Berga 1:1           | Begravningsplats            |              | Berga, Småland      |       | 56.984718, 14.141507 | 10070200010001 | Ladda upp en bild av detta fornminne      |
| Berga 3:1           | Hög                         |              | Berga, Småland      |       | 56.948957, 14.078984 | 10070200030001 | Ladda upp en bild av detta fornminne      |
| Berga 4:1           | Gravfält                    |              | Berga, Småland      |       | 56.945922, 14.077991 | 10070200040001 | Ladda upp en bild av detta fornminne      |
| Berga 5:1           | Röse                        |              | Berga, Småland      |       | 56.940003, 14.134544 | 10070200050001 | Ladda upp en bild av detta fornminne      |
| Berga 7:1           | Gravfält                    |              | Berga, Småland      |       | 56.927717, 14.025245 | 10070200070001 | Ladda upp en bild av detta fornminne      |
| Berga 14:1          | Gravfält                    |              | Berga, Småland      |       | 56.935442, 14.127345 | 10070200140001 | Ladda upp en bild av detta fornminne      |
| Berga 19:1          | Hög                         |              | Berga, Småland      |       | 56.918347, 14.027841 | 10070200190001 | Ladda upp en bild av detta fornminne      |
| Berga 20:1          | Hög                         |              | Berga, Småland      |       | 56.919169, 14.032766 | 10070200200001 | Ladda upp en bild av detta fornminne      |
| Berga 21:1          | Hög                         |              | Berga, Småland      |       | 56.911312, 14.002376 | 10070200210001 | Ladda upp en bild av detta fornminne      |
| Berga 21:2          | Hög                         |              | Berga, Småland      |       | 56.911371, 14.002489 | 10070200210002 | Ladda upp en bild av detta fornminne      |
| Berga 21:3          | Hög                         |              | Berga, Småland      |       | 56.911485, 14.002688 | 10070200210003 | Ladda upp en bild av detta fornminne      |
| Berga 22:1          | Hög                         |              | Berga, Småland      |       | 56.912046, 14.000563 | 10070200220001 | Ladda upp en bild av detta fornminne      |
| Berga 23:1          | Gravfält                    |              | Berga, Småland      |       | 56.911509, 13.999844 | 10070200230001 | Ladda upp en bild av detta fornminne      |
| Berga 24:1          | Hög                         |              | Berga, Småland      |       | 56.911589, 13.991868 | 10070200240001 | Ladda upp en bild av detta fornminne      |
| Berga 25:1          | Gravfält                    |              | Berga, Småland      |       | 56.909000, 13.998834 | 10070200250001 | Ladda upp en bild av detta fornminne      |
| Berga 27:1          | Gravfält                    |              | Berga, Småland      |       | 56.909892, 14.001161 | 10070200270001 | Ladda upp en bild av detta fornminne      |
| Berga 28:1          | Röse                        |              | Berga, Småland      |       | 56.903041, 14.013664 | 10070200280001 | Ladda upp en bild av detta fornminne      |
| Berga 29:1          | Gravfält                    |              | Berga, Småland      |       | 56.898222, 14.021016 | 10070200290001 | Ladda upp en bild av detta fornminne      |
| Berga 32:1          | Hög                         |              | Berga, Småland      |       | 56.896687, 14.002056 | 10070200320001 | Ladda upp en bild av detta fornminne      |
| Berga 33:1          | Gravfält                    |              | Berga, Småland      |       | 56.891383, 13.997305 | 10070200330001 | Ladda upp en bild av detta fornminne      |
| Berga 34:1          | Gravfält                    |              | Berga, Småland      |       | 56.890732, 13.998491 | 10070200340001 | Ladda upp en bild av detta fornminne      |
| Berga 35:1          | Gravfält                    |              | Berga, Småland      |       | 56.890065, 13.997376 | 10070200350001 | Ladda upp en bild av detta fornminne      |
| Berga 36:1          | Hög                         |              | Berga, Småland      |       | 56.889078, 13.997893 | 10070200360001 | Ladda upp en bild av detta fornminne      |
| Berga 36:2          | Hög                         |              | Berga, Småland      |       | 56.888966, 13.997570 | 10070200360002 | Ladda upp en bild av detta fornminne      |
| Berga 36:3          | Hög                         |              | Berga, Småland      |       | 56.889112, 13.998276 | 10070200360003 | Ladda upp en bild av detta fornminne      |
| Berga 36:4          | Hög                         |              | Berga, Småland      |       | 56.889248, 13.997928 | 10070200360004 | Ladda upp en bild av detta fornminne      |
| Berga 37:1          | Hällristning                |              | Berga, Småland      |       | 56.887475, 13.999789 | 10070200370001 | Ladda upp en bild av detta fornminne      |
| Berga 38:1          | Hög                         |              | Berga, Småland      |       | 56.886056, 13.996590 | 10070200380001 | Ladda upp en bild av detta fornminne      |
| Berga 39:1          | Hög                         |              | Berga, Småland      |       | 56.887068, 13.996358 | 10070200390001 | Ladda upp en till bild av detta fornminne |
| Berga 41:1          | Hällristning                |              | Berga, Småland      |       | 56.884847, 13.995784 | 10070200410001 | Ladda upp en bild av detta fornminne      |
| Berga 42:1          | Gravfält                    |              | Berga, Småland      |       | 56.871095, 13.984266 | 10070200420001 | Ladda upp en bild av detta fornminne      |
| Berga 43:1          | Gravfält                    |              | Berga, Småland      |       | 56.870125, 13.985166 | 10070200430001 | Ladda upp en bild av detta fornminne      |
| Berga 45:1          | Stensättning                |              | Berga, Småland      |       | 56.888696, 13.997631 | 10070200450001 | Ladda upp en bild av detta fornminne      |
| Berga 45:2          | Hög                         |              | Berga, Småland      |       | 56.888614, 13.997845 | 10070200450002 | Ladda upp en bild av detta fornminne      |
| Berga 46:1          | Stensättning                |              | Berga, Småland      |       | 56.896885, 14.010361 | 10070200460001 | Ladda upp en bild av detta fornminne      |
| Berga 47:1          | Röse                        |              | Berga, Småland      |       | 56.897364, 14.005883 | 10070200470001 | Ladda upp en bild av detta fornminne      |
| Berga 48:1          | Hällristning                |              | Berga, Småland      |       | 56.898921, 14.014169 | 10070200480001 | Ladda upp en bild av detta fornminne      |
| Berga 48:2          | Hällristning                |              | Berga, Småland      |       | 56.898991, 14.014042 | 10070200480002 | Ladda upp en bild av detta fornminne      |
| Berga 50:1          | Röse                        |              | Berga, Småland      |       | 56.897121, 14.007405 | 10070200500001 | Ladda upp en bild av detta fornminne      |
| Berga 54:1          | Hög                         |              | Berga, Småland      |       | 56.916896, 14.017494 | 10070200540001 | Ladda upp en bild av detta fornminne      |
| Berga 55:1          | Stensättning                |              | Berga, Småland      |       | 56.918127, 14.016625 | 10070200550001 | Ladda upp en bild av detta fornminne      |
| Berga 56:1          | Grav markerad av sten/block |              | Berga, Småland      |       | 56.923345, 14.028898 | 10070200560001 | Ladda upp en bild av detta fornminne      |
| Berga 56:2          | Grav markerad av sten/block |              | Berga, Småland      |       | 56.923397, 14.029097 | 10070200560002 | Ladda upp en bild av detta fornminne      |
| Berga 59:1          | Gravfält                    |              | Berga, Småland      |       | 56.934741, 14.126763 | 10070200590001 | Ladda upp en bild av detta fornminne      |
| Berga 70:1          | Hällristning                |              | Berga, Småland      |       | 56.933675, 14.025380 | 10070200700001 | Ladda upp en bild av detta fornminne      |
| Berga 72:1          | Kyrka/kapell                |              | Berga, Småland      |       | 56.922027, 13.990130 | 10070200720001 | Ladda upp en bild av detta fornminne      |
| Berga 73:1          | Hällristning                |              | Berga, Småland      |       | 56.934785, 14.031878 | 10070200730001 | Ladda upp en bild av detta fornminne      |
| Berga 74:1          | Stensättning                |              | Berga, Småland      |       | 56.936152, 14.031395 | 10070200740001 | Ladda upp en bild av detta fornminne      |
| Berga 76:1          | Gravfält                    |              | Berga, Småland      |       | 56.936445, 14.026613 | 10070200760001 | Ladda upp en bild av detta fornminne      |
| Berga 78:1          | Hällristning                |              | Berga, Småland      |       | 56.932147, 14.029986 | 10070200780001 | Ladda upp en bild av detta fornminne      |
| Berga 81:1          | Hällristning                |              | Berga, Småland      |       | 56.932997, 14.026913 | 10070200810001 | Ladda upp en bild av detta fornminne      |
| Berga 82:1          | Hällristning                |              | Berga, Småland      |       | 56.930289, 14.028753 | 10070200820001 | Ladda upp en bild av detta fornminne      |
| Berga 82:2          | Hällristning                |              | Berga, Småland      |       | 56.930154, 14.028761 | 10070200820002 | Ladda upp en bild av detta fornminne      |
| Berga 82:3          | Hällristning                |              | Berga, Småland      |       | 56.929810, 14.028434 | 10070200820003 | Ladda upp en bild av detta fornminne      |
| Berga 83:1          | Hällristning                |              | Berga, Småland      |       | 56.943310, 14.059377 | 10070200830001 | Ladda upp en bild av detta fornminne      |
| Berga 86:1          | Röse                        |              | Berga, Småland      |       | 56.941225, 14.059151 | 10070200860001 | Ladda upp en bild av detta fornminne      |
| Berga 89:1          | Hällristning                |              | Berga, Småland      |       | 57.001491, 14.144255 | 10070200890001 | Ladda upp en bild av detta fornminne      |
| Berga 97:1          | Hällristning                |              | Berga, Småland      |       | 56.989270, 14.143756 | 10070200970001 | Ladda upp en bild av detta fornminne      |
| Berga 101:1         | Röse                        |              | Berga, Småland      |       | 56.925276, 13.860440 | 10070201010001 | Ladda upp en bild av detta fornminne      |
| Berga 103:1         | Gravfält                    |              | Berga, Småland      |       | 56.923812, 13.860719 | 10070201030001 | Ladda upp en bild av detta fornminne      |
| Berga 105:1         | Hög                         |              | Berga, Småland      |       | 56.924200, 13.861575 | 10070201050001 | Ladda upp en bild av detta fornminne      |
| Berga 107:1         | Gravfält                    |              | Berga, Småland      |       | 56.941297, 13.903927 | 10070201070001 | Ladda upp en bild av detta fornminne      |
| Berga 108:1         | Hög                         |              | Berga, Småland      |       | 56.940505, 13.904341 | 10070201080001 | Ladda upp en bild av detta fornminne      |
| Berga 110:1         | Gravfält                    |              | Berga, Småland      |       | 56.920723, 13.899290 | 10070201100001 | Ladda upp en bild av detta fornminne      |
| Berga 111:1         | Gravfält                    |              | Berga, Småland      |       | 56.920112, 13.910680 | 10070201110001 | Ladda upp en bild av detta fornminne      |
| Berga 112:1         | Hällristning                |              | Berga, Småland      |       | 56.928604, 13.928401 | 10070201120001 | Ladda upp en bild av detta fornminne      |
| Berga 118:1         | Gravfält                    |              | Berga, Småland      |       | 56.905279, 13.936856 | 10070201180001 | Ladda upp en bild av detta fornminne      |
| Berga 119:1         | Gravfält                    |              | Berga, Småland      |       | 56.905259, 13.938829 | 10070201190001 | Ladda upp en bild av detta fornminne      |
| Berga 121:1         | Gravfält                    |              | Berga, Småland      |       | 56.901084, 13.987449 | 10070201210001 | Ladda upp en till bild av detta fornminne |
| Berga 122:1         | Gravfält                    |              | Berga, Småland      |       | 56.900376, 13.983422 | 10070201220001 | Ladda upp en till bild av detta fornminne |
| Berga 123:1         | Hög                         |              | Berga, Småland      |       | 56.899878, 13.981635 | 10070201230001 | Ladda upp en bild av detta fornminne      |
| Berga 124:1         | Gravfält                    |              | Berga, Småland      |       | 56.899285, 13.981466 | 10070201240001 | Ladda upp en till bild av detta fornminne |
| Berga 125:1         | Hög                         |              | Berga, Småland      |       | 56.896665, 13.978290 | 10070201250001 | Ladda upp en bild av detta fornminne      |
| Berga 126:1         | Hög                         |              | Berga, Småland      |       | 56.895481, 13.984911 | 10070201260001 | Ladda upp en till bild av detta fornminne |
| Berga 128:1         | Hög                         |              | Berga, Småland      |       | 56.906893, 13.987801 | 10070201280001 | Ladda upp en bild av detta fornminne      |
| Berga 130:1         | Runristning                 |              | Berga, Småland      |       | 56.905789, 13.987794 | 10070201300001 | Ladda upp en till bild av detta fornminne |
| Berga 133:1         | Hög                         |              | Berga, Småland      |       | 56.905375, 13.994402 | 10070201330001 | Ladda upp en bild av detta fornminne      |
| Berga 133:2         | Hög                         |              | Berga, Småland      |       | 56.905547, 13.994260 | 10070201330002 | Ladda upp en bild av detta fornminne      |
| Berga 134:1         | Hög                         |              | Berga, Småland      |       | 56.905777, 13.993500 | 10070201340001 | Ladda upp en bild av detta fornminne      |
| Berga 137:1         | Runristning                 |              | Berga, Småland      |       | 56.921667, 13.990147 | 10070201370001 | Ladda upp en bild av detta fornminne      |
| Sm 27 (Berga 137:2) | Runristning                 |              | Berga, Småland      |       | 56.921662, 13.990335 | 10070201370002 | Ladda upp en till bild av detta fornminne |
| Berga 146:1         | Gravfält                    |              | Berga, Småland      |       | 56.926057, 13.987610 | 10070201460001 | Ladda upp en bild av detta fornminne      |
| Berga 147:1         | Hög                         |              | Berga, Småland      |       | 56.926452, 13.994956 | 10070201470001 | Ladda upp en bild av detta fornminne      |
| Berga 151:1         | Gravfält                    |              | Berga, Småland      |       | 56.876692, 13.981530 | 10070201510001 | Ladda upp en till bild av detta fornminne |
| Berga 152:1         | Stenkrets                   |              | Berga, Småland      |       | 56.876031, 13.980259 | 10070201520001 | Ladda upp en till bild av detta fornminne |
| Berga 153:1         | Gravfält                    |              | Berga, Småland      |       | 56.877387, 13.979887 | 10070201530001 | Ladda upp en bild av detta fornminne      |
| Berga 154:1         | Gravfält                    |              | Berga, Småland      |       | 56.875070, 13.981328 | 10070201540001 | Ladda upp en bild av detta fornminne      |
| Berga 155:1         | Gravfält                    |              | Berga, Småland      |       | 56.868884, 13.977250 | 10070201550001 | Ladda upp en bild av detta fornminne      |
| Berga 159:1         | Stensättning                |              | Berga, Småland      |       | 56.948947, 13.979337 | 10070201590001 | Ladda upp en bild av detta fornminne      |
| Berga 159:2         | Grav markerad av sten/block |              | Berga, Småland      |       | 56.949040, 13.979537 | 10070201590002 | Ladda upp en bild av detta fornminne      |
| Berga 161:1         | Hög                         |              | Berga, Småland      |       | 56.939844, 13.981019 | 10070201610001 | Ladda upp en bild av detta fornminne      |
| Berga 162:1         | Gravfält                    |              | Berga, Småland      |       | 56.951254, 13.978186 | 10070201620001 | Ladda upp en bild av detta fornminne      |
| Berga 173:1         | Hög                         |              | Berga, Småland      |       | 56.937770, 13.981360 | 10070201730001 | Ladda upp en bild av detta fornminne      |
| Berga 180:1         | Gravfält                    |              | Berga, Småland      |       | 56.930188, 13.984032 | 10070201800001 | Ladda upp en bild av detta fornminne      |
| Berga 196:1         | Stensättning                |              | Berga, Småland      |       | 56.926716, 14.108241 | 10070201960001 | Ladda upp en bild av detta fornminne      |
| Berga 210:1         | Hällristning                |              | Berga, Småland      |       | 56.891698, 14.013422 | 10070202100001 | Ladda upp en bild av detta fornminne      |
| Berga 215:1         | Hällristning                |              | Berga, Småland      |       | 56.887892, 14.011680 | 10070202150001 | Ladda upp en bild av detta fornminne      |
| Berga 216:1         | Hällristning                |              | Berga, Småland      |       | 56.882111, 13.996050 | 10070202160001 | Ladda upp en bild av detta fornminne      |
| Berga 217:1         | Hällristning                |              | Berga, Småland      |       | 56.887341, 13.995554 | 10070202170001 | Ladda upp en bild av detta fornminne      |
| Berga 219:1         | Hällristning                |              | Berga, Småland      |       | 56.871353, 13.994817 | 10070202190001 | Ladda upp en bild av detta fornminne      |
| Berga 226:1         | Husgrund, historisk tid     |              | Berga, Småland      |       | 56.924835, 13.966514 | 10070202260001 | Ladda upp en bild av detta fornminne      |
| Berga 229:1         | Hällristning                |              | Berga, Småland      |       | 56.935469, 14.127524 | 10070202290001 | Ladda upp en bild av detta fornminne      |
| Berga 233:1         | Stensättning                |              | Berga, Småland      |       | 56.930007, 14.041894 | 10070202330001 | Ladda upp en bild av detta fornminne      |
| Berga 234:1         | Röse                        |              | Berga, Småland      |       | 56.929490, 14.041343 | 10070202340001 | Ladda upp en bild av detta fornminne      |
| Berga 236:1         | Stensättning                |              | Berga, Småland      |       | 56.916195, 14.015281 | 10070202360001 | Ladda upp en bild av detta fornminne      |
| Berga 238:1         | Hällristning                |              | Berga, Småland      |       | 56.916365, 14.018562 | 10070202380001 | Ladda upp en bild av detta fornminne      |
| Berga 243:1         | Hällristning                |              | Berga, Småland      |       | 56.916740, 14.034245 | 10070202430001 | Ladda upp en bild av detta fornminne      |
| Berga 246:1         | Röse                        |              | Berga, Småland      |       | 56.890965, 14.006999 | 10070202460001 | Ladda upp en bild av detta fornminne      |
| Berga 247:1         | Hällristning                |              | Berga, Småland      |       | 56.892792, 14.014066 | 10070202470001 | Ladda upp en bild av detta fornminne      |
| Berga 248:1         | Stensättning                |              | Berga, Småland      |       | 56.892598, 14.014582 | 10070202480001 | Ladda upp en bild av detta fornminne      |
| Berga 251:1         | Stensättning                |              | Berga, Småland      |       | 56.931838, 13.796339 | 10070202510001 | Ladda upp en bild av detta fornminne      |
| Berga 277:1         | Stensättning                |              | Berga, Småland      |       | 56.948388, 13.971372 | 10070202770001 | Ladda upp en bild av detta fornminne      |
| Berga 279:1         | Röse                        |              | Berga, Småland      |       | 56.947381, 13.968306 | 10070202790001 | Ladda upp en bild av detta fornminne      |
| Berga 279:2         | Stensättning                |              | Berga, Småland      |       | 56.947287, 13.968468 | 10070202790002 | Ladda upp en bild av detta fornminne      |
| Berga 284:1         | Hällristning                |              | Berga, Småland      |       | 56.904586, 13.974051 | 10070202840001 | Ladda upp en bild av detta fornminne      |
| Berga 285:1         | Hällristning                |              | Berga, Småland      |       | 56.906206, 13.973258 | 10070202850001 | Ladda upp en bild av detta fornminne      |
| Berga 285:2         | Hällristning                |              | Berga, Småland      |       | 56.906227, 13.973277 | 10070202850002 | Ladda upp en bild av detta fornminne      |
| Berga 286:1         | Hällristning                |              | Berga, Småland      |       | 56.907562, 13.974201 | 10070202860001 | Ladda upp en bild av detta fornminne      |
| Berga 309:1         | Stensättning                |              | Berga, Småland      |       | 56.884310, 13.871354 | 10070203090001 | Ladda upp en bild av detta fornminne      |
| Berga 310:1         | Röse                        |              | Berga, Småland      |       | 56.896754, 13.867091 | 10070203100001 | Ladda upp en bild av detta fornminne      |
| Berga 318:1         | Lägenhetsbebyggelse         |              | Berga, Småland      |       | 56.900682, 13.932984 | 10070203180001 | Ladda upp en bild av detta fornminne      |
| Berga 318:2         | Lägenhetsbebyggelse         |              | Berga, Småland      |       | 56.899526, 13.934709 | 10070203180002 | Ladda upp en bild av detta fornminne      |
| Berga 319:1         | Hällristning                |              | Berga, Småland      |       | 56.889593, 13.997079 | 10070203190001 | Ladda upp en bild av detta fornminne      |
| Berga 323:1         | Hällristning                |              | Berga, Småland      |       | 56.898248, 14.011859 | 10070203230001 | Ladda upp en bild av detta fornminne      |
| Berga 324:1         | Hällristning                |              | Berga, Småland      |       | 56.897447, 14.010739 | 10070203240001 | Ladda upp en bild av detta fornminne      |
| Berga 324:2         | Hällristning                |              | Berga, Småland      |       | 56.897656, 14.010564 | 10070203240002 | Ladda upp en bild av detta fornminne      |
| Berga 324:3         | Hällristning                |              | Berga, Småland      |       | 56.897474, 14.010369 | 10070203240003 | Ladda upp en bild av detta fornminne      |
| Berga 325:1         | Hällristning                |              | Berga, Småland      |       | 56.897803, 14.009170 | 10070203250001 | Ladda upp en bild av detta fornminne      |
| Berga 326:1         | Hällristning                |              | Berga, Småland      |       | 56.938013, 14.131756 | 10070203260001 | Ladda upp en bild av detta fornminne      |
| Berga 326:2         | Hällristning                |              | Berga, Småland      |       | 56.938052, 14.131797 | 10070203260002 | Ladda upp en bild av detta fornminne      |
| Berga 327:1         | Hällristning                |              | Berga, Småland      |       | 56.929308, 14.029511 | 10070203270001 | Ladda upp en bild av detta fornminne      |
| Berga 327:2         | Hällristning                |              | Berga, Småland      |       | 56.929352, 14.029740 | 10070203270002 | Ladda upp en bild av detta fornminne      |
| Berga 328:1         | Hällristning                |              | Berga, Småland      |       | 56.929011, 14.030413 | 10070203280001 | Ladda upp en bild av detta fornminne      |
| Berga 328:2         | Hällristning                |              | Berga, Småland      |       | 56.928801, 14.030075 | 10070203280002 | Ladda upp en bild av detta fornminne      |
| Berga 334           | Gravfält                    |              | Berga, Småland      |       | 56.902952, 13.959783 | 12000000037927 | Ladda upp en bild av detta fornminne      |
| Berga 336           | Hällristning                |              | Berga, Småland      |       | 56.931425, 13.970966 | 12000000068528 | Ladda upp en bild av detta fornminne      |